# Basensubstitutie
Een basensubstitutie is een puntmutatie in een chromosoom, waarbij het ene nucleobase wordt uitgewisseld voor een andere. Een basensubstitutie leidt niet noodzakelijkerwijs tot verstoringen. 
De andere groep van puntmutaties wordt gevormd door de frameshiftmutaties (indel-mutaties), die tot veel ernstiger verstoringen van de genetische code kunnen leiden.

## Typen basensubstitutie
Er kunnen, op grond van het type vervanging, twee typen van basensubstitutie worden onderscheiden: transitie en transversie.
1. Bij een transitie wordt een purine vervangen door een andere purine (A en G) of een pyrimidine voor een pyrimidine (C en T). Transities zijn de meest voorkomende puntmutaties want hier vindt geen structuurverandering plaats.
2. Bij een transversie wordt een purine vervangen door een pyrimidine (A of G voor C of T) of andersom.

## Gevolgen van basensubstitutie
Wanneer de mutatie slechts één nucleobase (of ook wel enkele nucleobasen) betreft, dan is er sprake van puntmutaties (kleinschalige mutaties). Basensubstituties kunnen een codon veranderen, met als mogelijk gevolg:
- een silent mutatie ('stille' mutatie): het nieuwe codon codeert (toevallig) voor hetzelfde aminozuur, en heeft dus geen gevolgen voor het fenotype;
- een missense mutatie: het nieuwe codon codeert voor een ander aminozuur;
- een nonsense mutatie: het nieuwe codon is een stopcodon, waardoor het eiwit ingekort wordt.